# Bogusław Grużewski
Bogusław Grużewski (lit. Boguslavas Gruževskis, ur. 17 października 1962 w Wilnie) – litewski ekonomista pochodzenia polskiego, dyrektor Instytutu Pracy i Badań Społecznych.

## Życiorys
Ukończył Szkołę Średnią nr 19 w Wilnie z polskim językiem wykładowym. W 1985 został absolwentem Wydziału Ekonomicznego Uniwersytetu Wileńskiego, uzyskał specjalność ekonomisty-matematyka. W 1990 uzyskał stopień doktora nauk społecznych na Wydziale Ekonomicznym Uniwersytetu Moskiewskiego. W 2004 otrzymał tytuł docenta.
Od 1986 do 1990 był pracownikiem naukowym Instytutu Ekonomiki Litewskiej Akademii Nauk. W latach 1991–1992 pracował jako doradca w Ministerstwie Opieki Społecznej. Na początku lat 90. podjął pracę w Instytucie Pracy i Badań Społecznych. Kieruje grupą badawczą ds. problematyki zatrudnienia. W latach 1996–1998 pełnił funkcję wicedyrektora. W 2005 objął stanowisko dyrektora Instytutu. Od 1994 do 1999 pracował jako starszy wykładowca i docent na Wydziale Filozoficznym Uniwersytetu Wileńskiego.
Był konsultantem Banku Światowego na Litwie (1992–1994) i Łotwie (1993). Kierował międzyresortowym programem badawczym rynku pracy (1991–1993), zasiadał w rządowej grupie roboczej ds. współpracy z Polską w dziedzinie zatrudnienia i rynku pracy (1993–1995). Pod koniec lat 90. pracował jako ekspert projektu Consensus II „Monitoring the Development of Social Protection Reform in the Countries of Central and Eastern Europe” oraz w ramach programu rozwoju regionu wileńskiego Stowarzyszenia „Wspólnota Polska”. Opracowywał raport nt. rozwoju zatrudnienia i rynku pracy na Litwie dla Komisji Europejskiej. W latach 2004–2006 był ekspertem biura Międzynarodowej Organizacji Pracy dla Europy Środkowo-Wschodniej.
Uczestniczył w programie szkoleniowym USAID na Jackson State University (1995), był stypendystą Fundacji Popierania Nauki (1996), Fundacji im. Braci Śniadeckich (1996–1997), programu Banku Światowego i Rządu Szwecji „Polityka Socjalna i Rozwój Lokalnych Służb Pomocy” (1998).
W pracy naukowej zajmuje się m.in. problematyką rynku pracy, bezrobocia, regulacji zatrudnienia i dialogu społecznego. Jest autorem kilkudziesięciu prac naukowych i analiz oraz artykułów w czasopismach krajowych i zagranicznych poświęconych tej tematyce. Brał udział w wielu międzynarodowych konferencjach i seminariach naukowych. Kierował programami badawczymi i rozwojowymi w dziedzinie rynku pracy i zatrudnienia.
Należy do Europejskiego Stowarzyszenia Ekonomistów Pracy, Bałtyckiego Stowarzyszenia Demografów oraz Stowarzyszenia Naukowców Polaków Litwy, w którym w latach 2011–2014 pełnił funkcję prezesa. Członek Polskiego Towarzystwa Naukowego na Obczyźnie.

## Odznaczenia
- Kawaler Orderu „Za Zasługi dla Litwy” (Litwa, 2024)[2]
- Złoty Krzyż Zasługi (Polska, 2015)[3][4].